# بابافيرين
الخشخاشين هو عقار أفيوني شبه قلوي مضاد للتشنج يستخدم أحيانا لعلاج ضعف الانتصاب.